# Payne County
Payne County ist ein County im US-Bundesstaat Oklahoma der Vereinigten Staaten. Der Verwaltungssitz (County Seat) ist Stillwater. Das U.S. Census Bureau hat bei der Volkszählung 2020 eine Einwohnerzahl von 81.646 ermittelt.

## Geographie
Das County liegt im mittleren Norden von Oklahoma, ist etwa 90 km von Kansas entfernt und hat eine Fläche von 1806 Quadratkilometern, wovon 28 Quadratkilometer Wasserfläche sind. Es grenzt im Uhrzeigersinn an folgende Countys: Noble County, Pawnee County, Creek County, Lincoln County und Logan County.

## Geschichte
Payne County wurde 1890 als Original-County aus den Unassigned Lands gebildet und hatte ursprünglich die Bezeichnung County Nr. 6. Benannt wurde es nach David L. Payne, der auch als Vater von Oklahoma gilt und die angloamerikanische Besiedlung des Staates vorantrieb. Besiedelt wurde das County durch weiße Siedler während der ersten offiziellen Land-Besitznahme (Oklahoma Land Run) vom 22. April 1889.
29 Bauwerke und Stätten des Countys sind im National Register of Historic Places (NRHP) eingetragen (Stand 6. Juni 2018).

## Demografische Daten

Alterspyramide des Payne County

Nach der Volkszählung im Jahr 2000 lebten im Payne County 68.190 Menschen in 26.680 Haushalten und 15.314 Familien. Die Bevölkerungsdichte betrug 38 Einwohner pro Quadratkilometer. Ethnisch betrachtet setzte sich die Bevölkerung zusammen aus 84,33 Prozent Weißen, 3,63 Prozent Afroamerikanern, 4,58 Prozent amerikanischen Ureinwohnern, 3,00 Prozent Asiaten, 0,04 Prozent Bewohnern aus dem pazifischen Inselraum und 0,77 Prozent aus anderen ethnischen Gruppen; 3,64 Prozent stammten von zwei oder mehr Ethnien ab. 2,15 Prozent der Bevölkerung waren spanischer oder lateinamerikanischer Abstammung.
Von den 26.680 Haushalten hatten 25,9 Prozent Kinder unter 18 Jahre, die im Haushalt lebten. 45,6 Prozent waren verheiratete, zusammenlebende Paare, 8,3 Prozent waren allein erziehende Mütter. 42,6 Prozent waren keine Familien, 30,1 Prozent waren Singlehaushalte und in 8,1 Prozent der Haushalte lebten Menschen im Alter von 65 Jahren oder darüber. Die durchschnittliche Haushaltsgröße betrug 2,29 und die durchschnittliche Familiengröße betrug 2,90 Personen.
19,6 Prozent der Bevölkerung waren unter 18 Jahre alt, 25,9 Prozent zwischen 18 und 24, 26,2 Prozent zwischen 25 und 44, 17,6 Prozent zwischen 45 und 64 und 10,8 Prozent waren 65 Jahre oder älter. Das Durchschnittsalter betrug 28 Jahre. Auf 100 weibliche Personen kamen 103,3 männliche Personen. Auf 100 Frauen im Alter von 18 Jahren oder darüber kamen 102,6 Männer.
Das jährliche Durchschnittseinkommen eines Haushalts betrug 28.733 USD und das durchschnittliche Einkommen einer Familie betrug 40.823 USD. Männer hatten ein durchschnittliches Einkommen von 31.132 USD gegenüber den Frauen mit 21.113 USD. Das Prokopfeinkommen betrug 15.983 USD. 10,8 Prozent der Familien und 20,3 Prozent der Bevölkerung lebten unterhalb der Armutsgrenze.